# Royal-Geographical-Society-Inseln
Die Royal-Geographical-Society-Inseln (Royal Geographical Society Islands) sind eine kleine Inselgruppe und Teil des kanadisch-arktischen Archipels. Sie befinden sich in der Victoria Strait zwischen der Victoria Island im Nordwesten und der King William Island im Osten. Von letzterer werden sie durch die Alexandra Strait getrennt.
Die Royal-Geographical-Society-Inseln bestehen aus zwei größeren und zahlreichen kleineren Inseln. Die beiden Hauptinseln sind Royal Geographical Society Island mit einer Fläche von 458,1 km² und nordöstlich davon MacClintock Island mit 155,1 km². Zwischen den beiden Hauptinseln liegt die Scott Keltie Island.
Die nach der britischen Royal Geographical Society benannte Inselgruppe wurde im Frühjahr 1905 von Roald Amundsens Expedition mit der Gjøa entdeckt, die von 1903 bis 1906 erstmals die Nordwestpassage bezwang.